# Rho Coronae Borealis b
Rho Coronae Borealis b (ρ Coronae Borealis b) ist die ursprüngliche Bezeichnung für einen vermuteten Exoplaneten, der den gelben Zwerg Rho Coronae Borealis alle 39,8449 Tage umkreisen soll. Das Objekt wurde im Jahr 1997 mit Hilfe der Radialgeschwindigkeitsmethode durch Robert W. Noyes et al. entdeckt. Auf Grund seiner zunächst nur grob geschätzten Masse wurde zunächst angenommen, dass es sich um einen Gasplaneten handelt. Messungen mit Hilfe des Astrometriesatelliten Hipparcos im Jahr 2001 ergaben jedoch, dass man aufgrund einer falsch geschätzten Bahnneigung (Inklination) des „Planeten“ eine viel zu geringe Masse ermittelt hatte. Die tatsächliche Masse des Objektes beträgt laut Hipparcos 167 Jupitermassen, wonach es sich mit an Sicherheit grenzender Wahrscheinlichkeit um einen sehr leuchtschwachen Roten Zwergstern handeln muss.

## Umlauf und Masse
Dieser Rote Zwergstern umkreist seinen Stern in einer Entfernung von ca. 0,2 Astronomischen Einheiten bei einer Exzentrizität von 0,06.